# Sathrobrota badia
Sathrobrota badia är en fjärilsart som beskrevs av Ronald W. Hodges 1962. Sathrobrota badia ingår i släktet Sathrobrota och familjen fransmalar. Inga underarter finns listade i Catalogue of Life.

## Bildgalleri

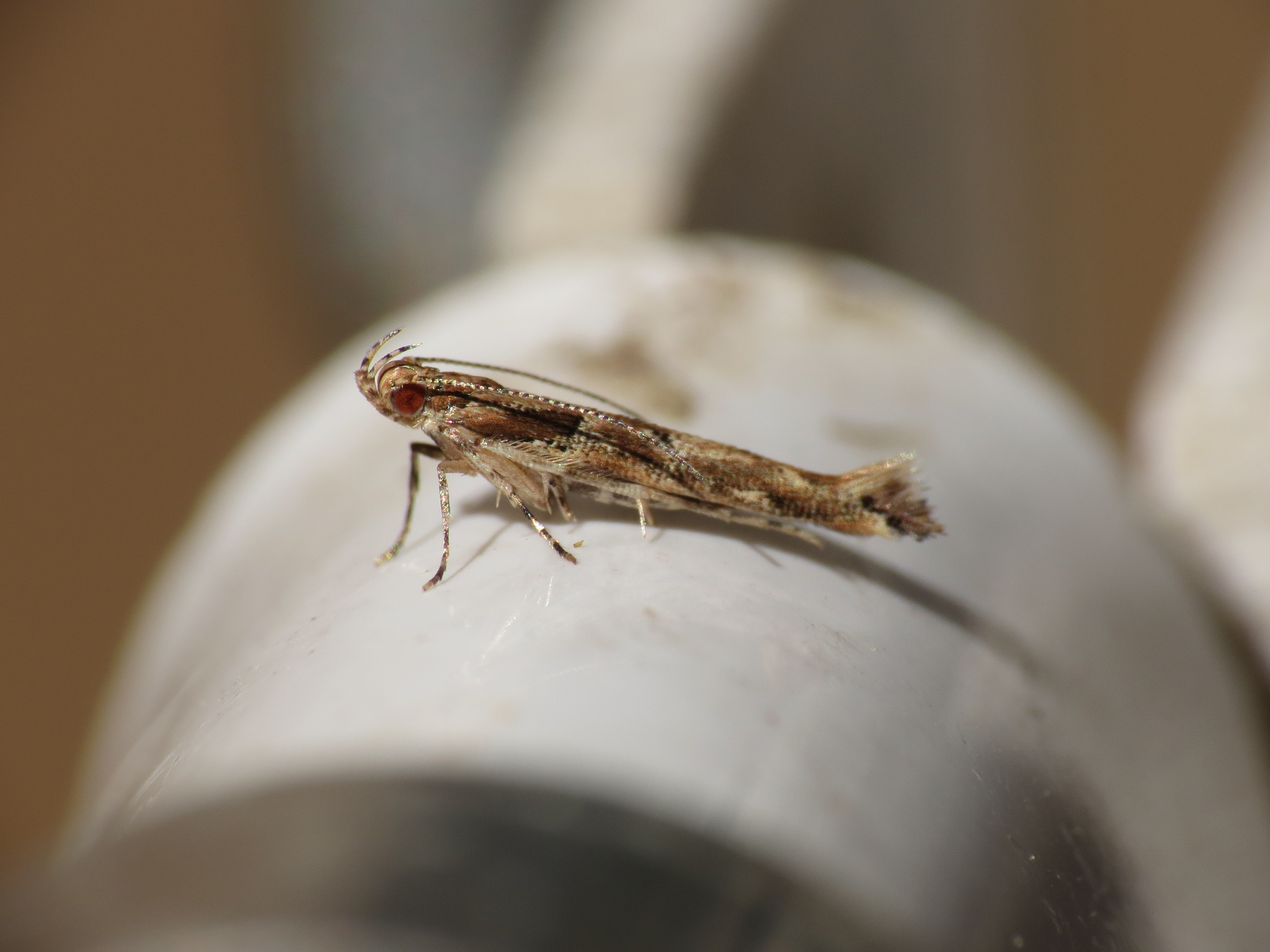
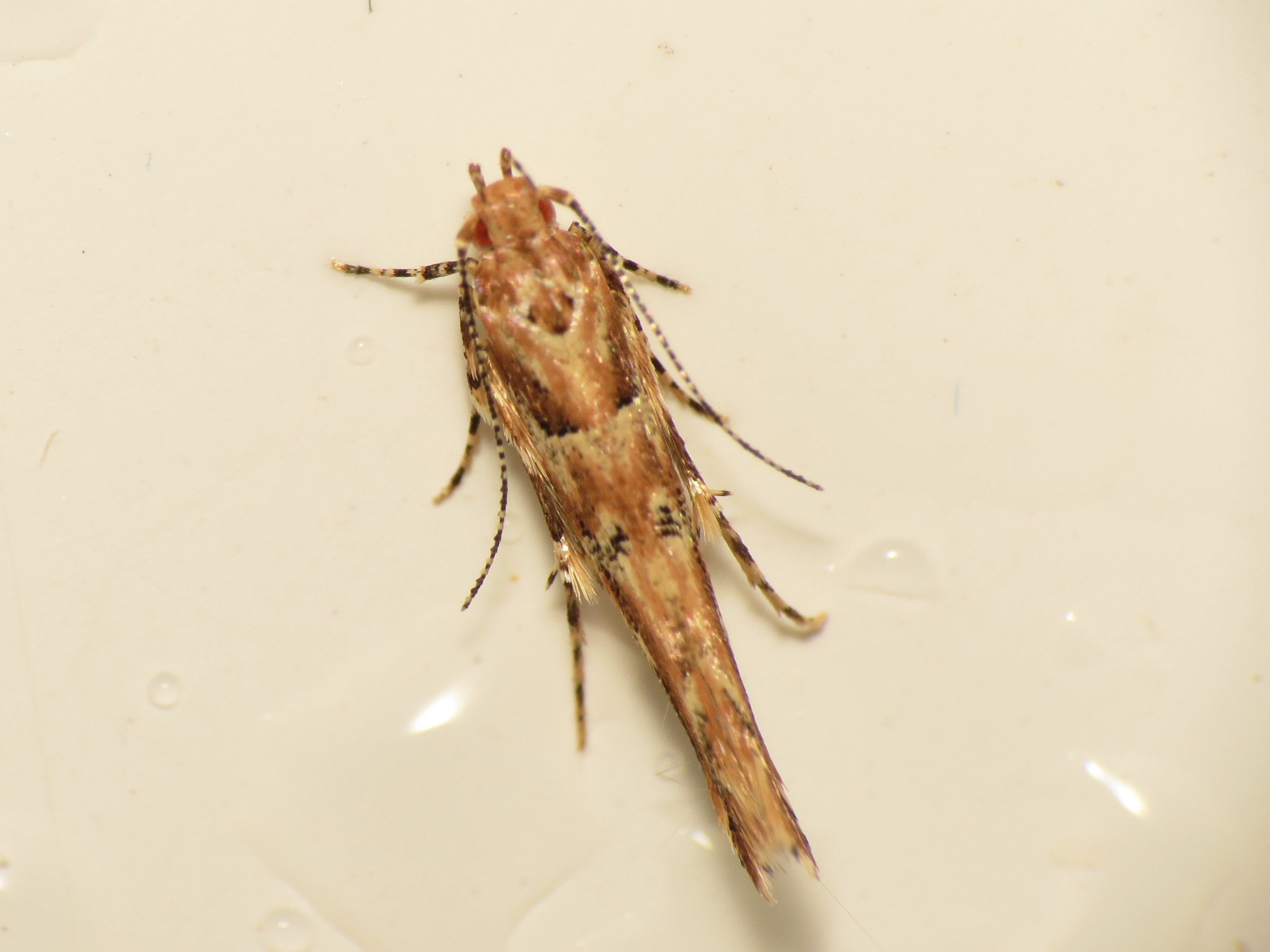
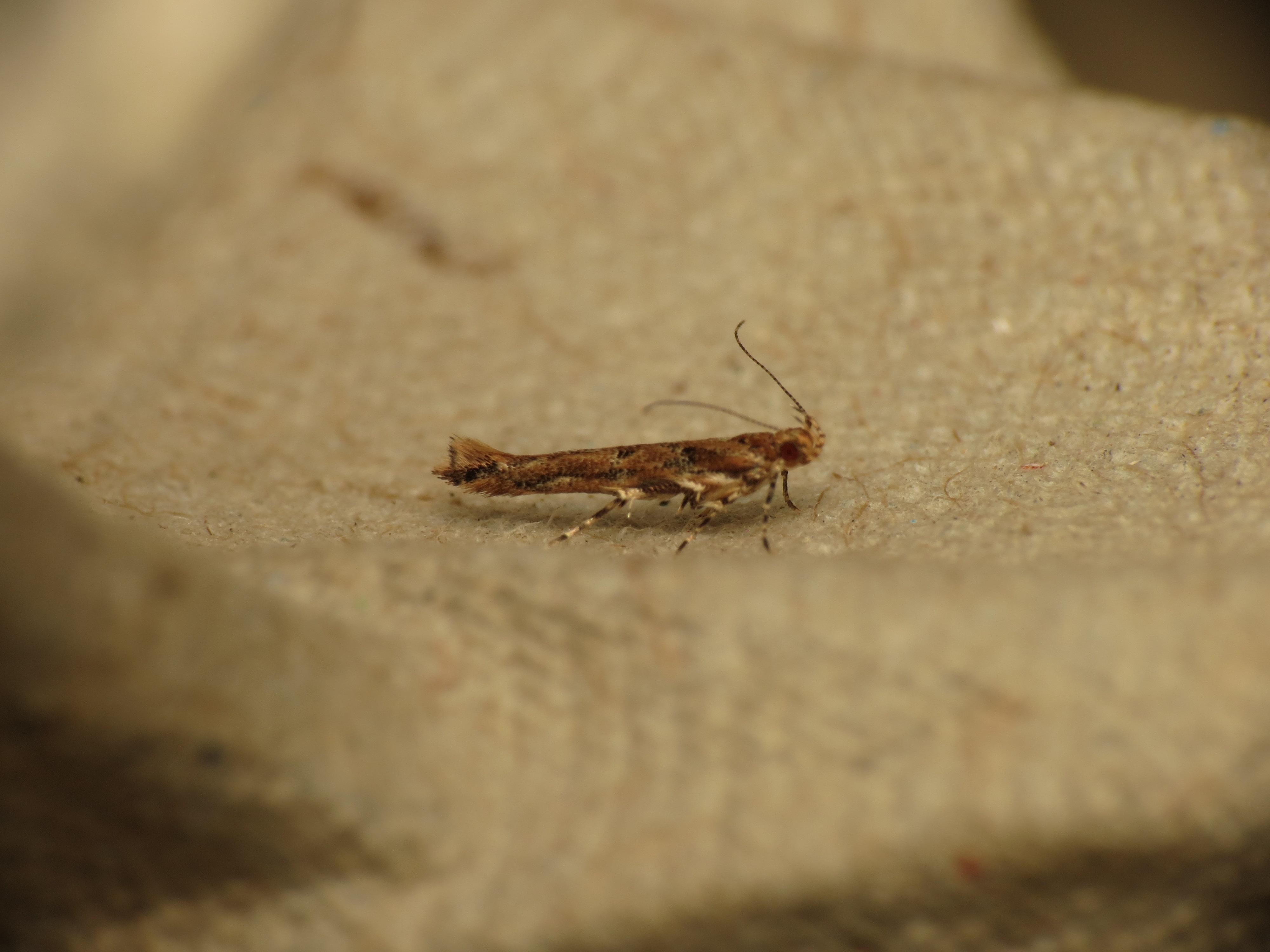